# Маунт Хоуп (Висконсин)
Маунт Хоуп (енгл. Mount Hope) град је у америчкој савезној држави Висконсин.

## Демографија
По попису из 2010. године број становника је 225, што је 39 (21,0%) становника више него 2000. године.
| Група             | 2000.       | 2010.       |
| Белци             | 183 (98,4%) | 206 (91,6%) |
| Афроамериканци    | 0 (0,0%)    | 0 (0,0%)    |
| Азијати           | 0 (0,0%)    | 1 (0,4%)    |
| Хиспаноамериканци | 3 (1,6%)    | 17 (7,6%)   |
| Укупно            | 186         | 225         |